# Нахско-дагестанские языки
На́хско-дагеста́нские языки́ (также восточнокавка́зские) — языковая семья, распространённая в восточной части Северного Кавказа (в Дагестане, Чечне и Ингушетии), отчасти в Азербайджане и Грузии, а также в диаспорах разных стран. По разным оценкам, число говорящих на языках семьи варьируется от 2,6 до 4,3 миллионов человек. На некоторых из них говорит не более нескольких сотен человек.
Нахско-дагестанские языки разделились из общего праязыка к концу III тысячелетия до нашей эры. За своё существование они подверглись значительному влиянию иранских и тюркских языков, а также арабского и, с XX века, русского. Существует несколько гипотез, объединяющих нахско-дагестанские семьи в макросемьи, в том числе с другими языками Кавказа, но ни одна из них не является общепризнанной. Вследствие географических и культурных особенностей региона дагестанские языки существовали в относительной изоляции друг от друга, что привело к значительному языковому разнообразию. Вместе с тем в Дагестане было распространено многоязычие — владение несколькими языками, включая другие нахско-дагестанские. Большинство нахско-дагестанских языков бесписьменные.
Генеалогическая классификация внутри семьи и разделение на языки и диалекты являются предметом научных дискуссий. Традиционно семья делится на шесть ветвей. Нахско-дагестанские языки выделяются сравнительно богатым набором согласных и широким распространением фарингализации. В грамматике отличительными чертами семьи являются эргативно-абсолютивное кодирование аргументов глагола, две системы падежей (обычных и локативных) и наличие категории именного класса.

## Название
Нахско-дагестанские языки также называют «восточнокавказскими». Лингвист Николай Трубецкой в своё время предлагал называть их «чечено-лезгинскими».
Под термином «дагестанские языки» может подразумеваться общность внутри семьи, включающая в себя все языки семьи, кроме нахской ветви. В прошлом их называли «лезгинскими»; в армянском, азербайджанском, грузинском и среднеперсидском для обозначения дагестанцев использовались слова, родственные этнониму «лезгин».

## Распространение

### География
Большинство языков нахско-дагестанской семьи распространены только в горной части Дагестана. Носители аваро-андийских языков живут на западе Дагестана, цезских — на юго-западе, лакского и даргинских — в центре. Лезгинские языки распространены на юге региона.
На чеченском и ингушском языках говорят в основном в Чечне и Ингушетии соответственно. Также на чеченском языке говорят чеченские общины в Грузии, Иордании, Сирии и Турции. Аварский, лезгинский, рутульский и цахурский распространены также в Азербайджане, будухский, крызский и хиналугский — только в Азербайджане, удинский — в Азербайджане и Грузии. Бацбийский язык распространён в одной деревне в Грузии. Кроме того, в Грузии, Азербайджане есть небольшие сообщества носителей аварского, бежтинского и ахвахского языков. Небольшие сообщества носителей нахско-дагестанских языков можно найти и в других странах. В Турции есть сообщества носителей аварского, лезгинского и цезского языков. Некоторое число носителей агульского, даргинских и других языков проживают в Кыргызстане — это потомки депортированных в результате раскулачивания в 1937—1939 годы. Чеченские и ингушские сообщества в Казахстане появились вследствие тотальной депортации этих народов в 1944 году. Небольшие сообщества есть также в разных регионах России.

### Численность
На некоторых нахско-дагестанских языках говорит не более нескольких сотен человек. По данным переписи 1989 года чеченским в СССР владели 958 309 человек, ингушским — 237 438, аварским — 604 200, даргинским — 365 800, лакским — 118 400, лезгинским — 466 800, агульским — 19 900, рутульским — 20 700, табасаранским — 98 400, цахурским — 20 100. Оценки количества носителей других языков нахско-дагестанской семьи варьируются в пределах от пятисот до нескольких тысяч носителей у каждого языка. По оценке 2011 года, число говорящих на языках нахско-дагестанской семьи составляет примерно 4,3 миллиона человек, из них в России проживает, по данным переписи 2010 года, около 3,6 миллионов. По оценке лингвиста Михаила Алексеева, на нахско-дагестанских языках говорят около 2,6 миллионов человек, а самыми распространёнными из них в начале XXI века, по словам лингвиста Бернарда Комри, являются чеченский (около 1,3 миллиона носителей) и аварский (около 800 тысяч).
Многие языки и диалекты семьи находятся под угрозой исчезновения. Будухский, бацбийский, южные даргинские языки и некоторые диалекты других языков находятся в критическом состоянии: на них говорят только взрослые и пожилые люди, что означает вероятность скорой утраты языка. Вымирание происходит вследствие массового переселения носителей в равнинную часть Дагестана. Обычно язык утрачивается у переселенцев в первом или втором поколении. Многие высокогорные поселения обезлюдели за последние десятилетия.

## Социолингвистическая ситуация

### Многоязычие
Исконные сообщества носителей нахско-дагестанских языков обычно живут в моноэтничных и моноязычных деревнях. Некоторые языки распространены как родные только у жителей определённой деревни. Несмотря на это, в Дагестане издревле распространено многоязычие. Жители высокогорных регионов часто учили языки равнинных районов, используя их для торговли, при этом вторые реже говорили на языках первых. Таким образом, распространение языков происходило по направлению из равнин в горы. Кроме того, жители соседних деревень, говорящих на разных языках или диалектах, часто могли общаться на одном или обоих языках. Другими источниками многоязычия могли быть межэтнические браки, торговля, пастушество или сезонные работы вдалеке от родной деревни. До XX века в северном Дагестане функцию лингва франка выполнял аварский язык. В результате этого появилось особое койне на основе аварского — болмац. В равнинных частях северного Дагестана языком межэтнического общения отчасти был ногайский. В южном Дагестане такую функцию выполняли кумыкский и азербайджанский.
В наши дни носители бесписьменных языков зачастую используют один или два чужих языка для получения образования и взаимодействия с государством. Таким образом, современные жители горных сёл Дагестана часто говорят на трёх языках: родном, более крупном нахско-дагестанском языке, распространённом на некоторой территории, и русском. В меньшей степени распространено знание языков соседних сёл, а также азербайджанского, кумыкского, грузинского и классического арабского. Традиционное многоязычие сохранилось преимущественно у пожилых носителей.
Вследствие этого некоторые языки Дагестана вытесняются другими — преимущественно аварским, азербайджанским и русским, который является современным лингва франка региона. Лингвист Александр Кибрик причислял к таким вытесняемым языкам арчинский, будухский, гинухский, годоберинский, гунзибский, крызский, тиндинский, хваршинский и хиналугский. Аварская письменная норма широко используется в своём регионе Дагестана в связи со статусом аварского как средства межэтнического общения. Даргинский литературный язык укоренён в меньшей степени: в быту даргинцы зачастую переходят на русский даже при общении с носителями других идиомов даргинской группы. Уровень владения лакским, кумыкским и азербайджанским в качестве лингва франка в современном Дагестане снижается.

### Письменности
Большинство языков нахско-дагестанской семьи бесписьменные. Ныне вымерший агванский — единственный нахско-дагестанский язык, который имел собственную письменность ранее XIX века. Визуально она похожа на грузинский и армянский алфавиты. Предположительно, армянский алфавит лежит в основе агванского письма.
До установления советской власти некоторые народы Дагестана использовали аджам — адаптированную арабскую письменность. Сохранилось некоторое количество письменных источников XVII—XIX веков на аварском, лакском, лезгинском и некоторых даргинских языках, использующих аджам. В 1929 году советская власть ввела в качестве официальной письменности для языков Дагестана латиницу, но уже в 1939 году латиница была заменена на алфавиты на основе кириллицы. Письменный стандарт имели семь нахско-дагестанских языков: аварский, литературный даргинский, лакский, лезгинский, ингушский, табасаранский и чеченский. Алфавиты использовались в школьном обучении и ограниченно применялись в СМИ. В 1990-е годы письменность также получили агульский, рутульский и цахурский языки. В Азербайджане для удинского языка создан алфавит на основе азербайджанской латиницы. Он используется в текстах и для обучения в школе села Нидж. На аварском, литературном даргинском, лакском, лезгинском, ингушском, табасаранском и чеченском издаются несколько газет, на них выходят еженедельные телепередачи на местном телевидении. Агульский, рутульский и цахурский алфавиты используются в меньшей степени.
Кириллические алфавиты для нахско-дагестанских языков похожи. В них используются диграфы для обозначения специфических фонем, соответствий которым нет в русской кириллице: фарингализованные фонемы, геминированные и абруптивные согласные.

## История
Существование общего восточнокавказского языка, давшего начало языкам семьи, исследования относят к VI—III тысячелетиям до нашей эры. Это позволяют определить данные лексикостатистики и археологии: например, в нахско-дагестанских языках есть общие названия для золота и серебра, но нет общих названий для железа. Это позволяет датировать время существования пра-нахско-дагестанского языка неолитом, а разделение — ранним бронзовым веком. Археологические и лингвистические данные указывают на то, что с началом неолита носители пра-нахско-дагестанского мигрировали в более горные районы северо-восточного Кавказа, что привело к изолированности сообществ друг от друга и, впоследствии, развитию отдельных языков. Географическая изолированность усиливалась правилами эндогамии внутри одной деревни или этнической группы, которая практиковалась у многих народов Дагестана. Учёные предполагают, что ареал расселения носителей праязыка примерно совпадает с современной территорией распространения языков семьи, то есть нахско-дагестанские языки являются автохтонными.
Известно только два древних текста на языке нахско-дагестанской семьи. Это палимпсесты, найденные в 1990-е в монастыре Святой Екатерины в Египте. Предположительно, они написаны на вымершем агванском языке — предке удинского. Кроме того, с XIV века сохранилось несколько коротких текстов на аварском.
Разные кочевые общества, мигрировавшие к ареалу нахско-дагестанской семьи, вступали в контакты с дагестанцами и оказывали влияние на развитие языков. Значительное влияние оказали миграция иранских народов, начавшаяся во втором тысячелетии до нашей эры, миграции тюркских народов — булгар и хазар в середине, половцев в конце первого тысячелетия нашей эры, ногайцев в 1600—1700 годы. В III веке южный Дагестан был завоёван Сасанидской империей и до VI века был локальным центром распространения персидской культуры, что привело к волне влияния среднеперсидского языка. В VII веке с завоеванием Дагестана Арабским халифатом началась постепенная исламизация народов Дагестана. В результате этого арабский стал языком права и письменных текстов в регионе. Он использовался в этом значении до XIX века. С XVI века азербайджанский стал популярным лингва франка в южном Дагестане и в некоторой степени повлиял на фонетику, грамматику и лексику хиналугского, закатальского аварского и лезгинских языков. Некоторые учёные предполагают, что в позднее Средневековье отдельные сообщества носителей нахско-дагестанских языков под влиянием грузинской культуры или из-за миграций на запад перешли на грузинский язык — этим объясняются структурные отличия в некоторых диалектах грузинского.
В XVII—XVIII веках из-за экономических проблем, вызванных похолоданием Малого ледникового периода, жители высокогорных районов начали переселяться в низменные регионы Дагестана. Экономическая и вынужденная миграция усилилась после завоевания Кавказа Российской империей в XIX и особенно XX веке, когда советское правительство ввело массовое школьное образование. С этого времени сильное влияние на нахско-дагестанские языки оказывает русский. Кроме того, в результате миграций в равнинных частях Дагестана появились сообщества носителей разных нахско-дагестанских языков. Они селились компактно, не ассимилируясь друг с другом, и зачастую сохраняли тесные связи с исконными высокогорными сообществами.

### Связь с другими семьями и языками
Некоторые исследователи выдвигают гипотезу о существовании северокавказской надсемьи, которую составляют нахско-дагестанские и абхазо-адыгские семьи. В 1930-х годах лингвисты Николай Трубецкой и Жорж Дюмезиль обратили внимание научного сообщества на регулярные структурные соответствия между языками этих семей. Эта гипотеза была поддержана многими учёными в XX веке. В 1990-х годах лингвисты Сергей Николаев и Сергей Старостин опубликовали в её поддержку несколько работ, включая сравнительный этимологический словарь северокавказских языков. В наши дни северокавказская гипотеза остаётся предметом дискуссий среди учёных.
В середине XX века грузинские лингвисты разработали иберийско-кавказскую гипотезу, предполагающую родство не только между нахско-дагестанскими и абхазо-адыгскими, но и картвельскими языками. Современные учёные считают её несостоятельной, предполагая, что сходства между языками Кавказа являются результатом сосуществования в течение тысячелетий и тесных языковых контактов, а не генетического родства. В этой связи некоторые учёные предлагают рассматривать языки Кавказа как языковой союз — союз, обладающий общими свойствами, не распространёнными за его пределами. Такая точка зрения также не является общепринятой среди кавказоведов. Другие исследователи считают, что потенциальное родство между этими семьями невозможно убедительно продемонстрировать, так как предполагаемое время расхождения между ними слишком далеко от современности.
В 1960-х годах лингвисты Владислав Иллич-Свитыч и Арон Долгопольский выдвинули гипотезу о существовании «ностратической» макросемьи, включающей в себя индоевропейскую, афразийскую, урало-алтайскую, дравидийскую и картвельскую семьи. С конца XIX века по конец XX века некоторые учёные выдвигали предположения о родстве нахско-дагестанских языков с хуррито-урартской семьёй. В настоящее время эта гипотеза не имеет поддержки среди лингвистов. Другие гипотезы о глубинном родстве кавказских языков с баскским, неиндоевропейскими или несемитскими языками древнего Ближнего Востока, также отвергаются большинством специалистов.

## Лингвистическая характеристика

### Фонология и фонетика

#### Согласные
В нахско-дагестанских языках обычно большое количество согласных фонем при сравнительно небольшом числе гласных; исключение составляют нахские и некоторые другие языки. Во всех языках встречаются губные, апикальные, свистящие, шипящие, заднеязычные, увулярные и глоттальные согласные. Смычные согласные могут противопоставляться друг другу, образуя тройки по типу «глухой придыхательный», «глухой абруптивный» и «звонкий» (например, /kʰ/-/kʼ/-/g/), а фрикативные — образуя пары по глухости-звонкости. Также в большом числе языков есть оппозиция «сильных» (удвоенных) и обычных согласных. Кластеры согласных сравнительно редки.
Отличительной чертой нахско-дагестанской семьи является распространение боковых согласных: фрикативного /ɬ/ и аффрикат /tɬ/ и /tɬʼ/, которые редко встречаются в языках мира. Глоттальные согласные представлены во всех языках в виде /h/ и гортанной смычки (/ʔ/). Также часто встречаются фарингальные согласные: фарингальная смычка /ʡ/, фрикативы /ħ/, /ʜ/, /ʕ/ или /ʢ/.
Распространена дополнительная артикуляция фонем: лабиализация и фарингализация. Лабиализуются обычно заднеязычные и увулярные согласные, реже переднеязычные; в тиндинском и чамалинском встречаются лабиализованные сонорные. В хиналугском и некоторых лезгинских языках встречается палатализация. Во всех языках, кроме удинского, встречаются абруптивные согласные (в удинском перешедшие в непридыхательные). В багвалинском и чамалинском есть абруптивные фрикативы. Арчинский — единственный язык семьи, в котором есть звонкие боковые.

#### Гласные
Гласные фонемы в разных языках образуют треугольную или четырёхугольную систему. Треугольные системы обычно состоят из фонем /i/, /e/, /a/, /o/ и /u/. В цахурском есть дополнительный центральный гласный /ɨ/, в арчинском — /ɘ/. Цезские языки сохраняют остатки двойной треугольной системы, в которой каждой гласной был противопоставлен огубленный вариант. Четырёхугольные системы обычно являются результатом контакта с тюркскими языками. Минимальная система гласных представлена в лакском (/i/, /a/ и /u/).
Краткие гласные часто имеют долгую пару, многие также имеют дополнительную артикуляцию в виде назализации. Назализация представлена в андийских и цезских языках, удлинение — в основном в андийских, цезских и нахских. В нахских языках также есть развитая система дифтонгов; кроме того, дифтонги есть в хиналугском. Распространены вторичные артикуляции: фарингализация и эпиглоттализация. В некоторых языках учёные считают фарингализацию свойством гласной, в других, как, например, в арчинском, — свойством целого слога, так как в этих языках артикуляции подвергаются и согласные слога. В тлядальском диалекте бежтинского языка, а также в ограниченном виде в хиналугском и некоторых лезгинских языках зафиксирован сингармонизм.

#### Ударение и просодия
Проблема ударения и просодии в нахско-дагестанской семье остаётся малоисследованной областью. В некоторых языках есть явное лексическое ударение — например, к ним относятся аварский, акушинский даргинский и лезгинский. В других ударение слабое, динамическое или вообще отсутствует, как в андийских и цезских языках. В багвалинском и чамалинском языках различаются «слабое» и «сильное» ударение.
Наличие тонов в нахско-дагестанских языках является темой научных дискуссий. В 1970-х годах исследователи заявили об обнаружении тональных различий в нескольких языках семьи. Лингвист Сандро Кодзасов выделил в семье тональные языки (в их число входят андийский, ахвахский, будухский и крызский), и квазитональные, в которых слышимые различия гласных объясняются другими акустическими свойствами (в их число входят другие языки аваро-андо-цезской ветви). Тоны также выделяются в аффиксах ингушского языка. Впоследствии выводы о наличии тонов были подставлены под сомнение. Вопрос о том, являются ли тональные различия фонологическими, то есть могут ли они различать минимальные пары слов, остаётся спорным.

### Морфология
Нахско-дагестанские языки в основном агглютинативные, синтетические с элементами аналитизма. Суффиксы используются чаще, чем приставки; есть послелоги. Обычно в этих языках много частиц, выражающих вопрос, отрицание, указание или выполняющих модальные и эмфатические функции. Стандартной стратегией кодирования аргументов глагола является эргативно-абсолютивная.

#### Имена
Богатая именная морфология является широко известной отличительной чертой нахско-дагестанских языков. Имя существительное обычно изменяется по числам и падежам. Абсолютивный падеж обычно немаркирован; он противопоставляется остальным падежам, которые считаются косвенными. Косвенные падежи часто используют специальные косвенные основы, которые могут образовываться от абсолютивной основы разными суффиксами. Выбор суффикса для образования косвенной основы зависит от конкретной лексемы.
Падежи подразделяются на грамматические и локативные, выражающие местонахождение и направление движения. Из грамматических падежей широко распространены абсолютив, эргатив, родительный и дательный. В некоторых языках эргатив выражается косвенной основой без дополнительных суффиксов. Грамматические падежи образуются присоединением одного аффикса к косвенной основе, а локативные могут сочетаться друг с другом, занимая слоты внутри морфемной структуры имени. В одном слоте выражается местонахождение, в другом — направление. Отсутствие падежа в слоте направления обычно означает отсутствие движения. В некоторых языках может присутствовать ещё один слот, в котором выражаются другие локативные значения, например, расстояние или подъём. Количество возможных сочетаний разных падежей для одной лексемы может достигать сотни.
Единственное число обычно немаркировано, множественное же образуется с помощью суффиксов, которые могут иметь несколько алломорфов. Реже встречается супплетивное образование формы множественного числа. Pluralia tantum встречаются редко. В некоторых языках аффиксы множественного числа могут обозначать группу объектов, ассоциированных с именем (например, в агульском /maħamad-ar/ «Махаммад и его люди / те, кто с ним»).
В некоторых языках семьи имена прилагательные однозначно выделяются в отдельную часть речи, в других они сближаются с категорией глаголов. В таких случаях исследователи могут интерпретировать прилагательные как глаголы состояния, хотя такой подход разделяют не все лингвисты. Прилагательные часто согласуются с существительным по числу. Некоторые языки могут морфологически выражать рестриктивность прилагательных.

#### Именной класс
В большинстве языков присутствует морфологическая категория именного класса: с существительным по классу могут согласовываться глаголы, прилагательные и указательные местоимения, реже наречия, числительные, частицы и другие части речи. Согласование по классу эргативно-абсолютивное. Фонетическое выражение классов в разных нахско-дагестанских языках похоже. Именной класс редко выражается на самом существительном, проявляясь только в согласовании. Классы маркируются в основном аффиксами, встречаются также чередования гласных. В табасаранском выделяется всего два класса: одушевлённый и неодушевлённый. Даргинский, аварский и большинство андийских языков различают женский, мужской и неличный (к последнему относятся и обозначения животных). В арчинском, бежтинском, лакском, цезском и лезгинских языках есть различные системы из четырёх классов; в андийском, гунзибском, хваршинском, чамалинском и нахских языках есть системы, в которых выделяют от пяти до восьми классов. Исследователи реконструируют систему из четырёх классов в пра-нахско-дагестанском языке. В лакском языке имена, обозначающие незамужних и молодых девушек, принадлежат к неодушевлённым классам, а замужних или пожилых женщин — к классу женщин. В мегебском обозначения молодых и незамужних девушек выделены в отдельный класс.
В агульском, лезгинском, удинском и южных диалектах табасаранского категория класса утратилась.

#### Местоимение
Личные местоимения в нахско-дагестанских языках различаются по лицам и числам, а также часто имеют инклюзивные и эксклюзивные варианты. Как и в картвельских и абхазо-адыгских, в языках этой семьи местоимения первого и второго лица обычно не различают абсолютив и эргатив. Отдельные местоимения для третьего лица обычно отсутствуют; вместо них используются указательные местоимения. Склонение местоимений по падежам схоже со склонением имён. Одно из отличий заключается в том, что падежные формы обычно образуются от основы абсолютива, а не от специальной косвенной основы.
| идиом      | «близко» | «далеко» | «близко к адресату» | «выше» | «ниже» |
| ---------- | -------- | -------- | ------------------- | ------ | ------ |
| агульский  | /me/     | /te/     | /le/                | /le/   | /ge/   |
| акушинский | /iʃ/     | /it/     | /il/                | /ikʼ/  | /iχ/   |
| удинский   | /me/     | /tːe/    | /ke/                | —      | —      |

Указательные местоимения различаются по степени близости объекта к говорящему (ср. рус. это и то), реже также по близости к адресату. Кроме того, местоимения могут различать относительную высоту объекта, обозначая, что он находится выше, ниже или на том же уровне, что и говорящий. В некоторых языках указательные местоимения изменяются по числам, классам и падежам.
Возвратные местоимения могут различаться: если антецедент возвратности находится внутри той же клаузы, что и местоимение, то может использоваться другое местоимение, чем если бы антецедент находился в другой клаузе. Местоимения для антецедентов внутри клаузы обычно более морфологически сложные. Взаимные местоимения всегда образуются редупликацией числительного «один» или неопределённого местоимения «несколько».

#### Глагол
Глагольная система в нахско-дагестанских языках относительно проста в сравнении с абхазо-адыгскими или картвельскими языками. Глагол может изменяться по категориям времени, вида, наклонения и эвиденциальности. Если в языке есть согласование глагола по классу, то класс обычно маркируется на глаголе приставкой или инфиксом. Классно-числовой показатель может появляться в глаголе несколько раз. Обычно такие показатели согласуются с одним и тем же участниками ситуации, но в некоторых случаях могут указывать на разных участников. В бацбийском, лакском, табасаранском, удинском и даргинских языках глагол также спрягается по лицам. Выражение лица на глаголе при согласовании является инновацией для нахско-дагестанской семьи, из-за чего его правила сильно отличаются в разных языках.
Время, вид и наклонение могут выражаться суффиксами, инфиксами, редупликацией или чередованиями, а у частотных глаголов — супплетивно. Как и у имён, у глаголов обычно есть несколько основ, которые различают вид или время. Каузатив может выражаться специальными суффиксами, конструкциями со вспомогательными глаголами или лабильными глаголами. В некоторых языках есть категории декаузатива или антипассива.
Видовременная система обычно включает в себя несколько прошедших времён и по крайней мере одно настоящее и будущее время. Настоящее общее, прошедшее (аорист) и, реже, будущее времена обычно выражаются синтетически, то есть одним словом. Некоторые видовременные категории часто выражаются конструкцией с нефинитной формой (инфинитивом или причастием) и вспомогательным глаголом: среди них настоящее конкретное, имперфект, перфект, плюсквамперфект, ближайшее будущее, будущее в прошедшем, а также эвиденциальность. Набор нефинитных форм обычно включает в себя причастия, конвербы, инфинитивы и номинализации. Во многих языках есть глагольные формы, которые могут выступать как финитные или нефинитные в зависимости от контекста.
Глагольные лексемы делятся на простые (англ. simplex) и сложные (complex). Простые глаголы состоят из одного корня и могут также иметь словообразовательные аффиксы. В даргинских, лезгинских и хиналугском языках особенно распространены приставки с локативным значением. В некоторых случаях они имеют то же происхождение, что и именные локативные суффиксы, в других же их происхождение неизвестно. Сложные глаголы состоят из лексического компонента, который даёт конструкции основное значение, и вспомогательного глагола, который выражает грамматические значения. В качестве вспомогательных обычно выступают частотные глаголы с абстрактными значениями (например, «быть», «делать», «давать», «говорить» и так далее). Лексическим компонентом может быть имя, наречие, глагольный корень или идеофон. Конструкции со сложными глаголами могут лексикализоваться в простые глаголы, в результате чего вспомогательный глагол становится суффиксом. Наиболее продуктивный способ образования новых глаголов — создание новых сочетаний лексических компонентов и вспомогательных глаголов. Лексическим компонентом в таких случаях зачастую могут быть заимствования из других языков: аварского, азербайджанского или русского (например, в чеченском глаголе заказ д-  состоит из русизма «заказ» и глагольного корня д- «делать»).  

#### Числительные
Системы счисления могут иметь десятеричную или двадцатеричную основу. Числительные между 20 и 100 представляют собой сложные выражения, составленные из обозначения основы системы счисления и единицы, соединённых клитикой. Имя при числительном обычно стоит в единственном числе. От количественных образуются другие серии числительных. Порядковые числительные обычно образуются с помощью суффикса, восходящего к причастию от глагола «сказать». Распределительные числительные образуются путём частичной или полной редупликации основы. В нахско-дагестанских языках нет артиклей, но число «один» во многих случаях может выступать в роли необязательного неопределённого артикля.

### Синтаксис

#### Простые клаузы
Нахско-дагестанские языки обычно используют эргативную стратегию кодирования. Подлежащее непереходного глагола и прямое дополнение переходного глагола стоят в абсолютивном падеже, а подлежащее переходного глагола — в эргативном. Эргатив маркирует агенс переходного глагола, но в некоторых языках также может иметь дополнительные функции: например, родительного или творительного падежа. Согласование по классу и числу определяется участником в абсолютиве. В некоторых языках эти нормы нарушаются различными исключениями: например, в удинском прямое дополнение в некоторых случаях выражается не абсолютивом, а дательным падежом. В лакском можно использовать и эргативно-абсолютивную, и номинативно-аккузативную систему согласования — выбор парадигмы зависит от фокуса на агенсе или пациенсе. При глаголах восприятия и знания («слышать», «знать», «забывать» и другие) подлежащее зачастую маркируется иначе, чем при обычных глаголах: дательным падежом или другими, отличными от абсолютива. В разных языках внутри семьи встречаются биабсолютивные конструкции — конструкции, в которых сразу два аргумента имеют абсолютивный падеж. В нахско-дагестанских языках отсутствует глагол «иметь», и обладание выражается специальными конструкциями с родительным или локативными падежами.
Согласование в клаузе обычно эргативно-абсолютивное. При этом в разных языках выбор аргумента клаузы для согласования глагола может зависеть от лица аргументов, вида и времени или иллокутивной силы клаузы (утвердительное или вопросительное предложение). Вопросительность выражается специальными клитиками или суффиксами, которые присоединяются к глаголу или другим словам в предложении.
В именной группе числительные и указательные местоимения обычно имеют фиксированное положение относительно существительного, в отличие от других зависимых слов. Прилагательные и зависимые группы в родительном падеже обычно могут выноситься из именной группы в начало или конец предложения. В некоторых языках прилагательные согласуются с существительным по классу и числу. В цахурском и цезских языках имеют прямую и косвенную форму, которые используются при существительных в абсолютивном или остальных падежах соответственно.
Порядок слов относительно свободный. Базовым обычно считается порядок SOV (подлежащее—дополнение—глагол); косвенное дополнение предшествует прямому. Зависимая группа обычно предшествует вершине. Порядок слов может использоваться для выражения прагматических значений — фокуса, топикальности, контраста и так далее. Более топикальные аргументы клаузы находятся левее в предложении. Позиция перед глаголом используется для фокуса: порядок OVS может использоваться при фокусе на дополнении, порядок OSV — на подлежащем. Фокус при этом может выражаться и с помощью аффиксов.

#### Сложные предложения
Сложные предложения в нахско-дагестанских языках обычно состоят из финитной и нефинитной простых клауз. Сочинение клауз не распространено. Исключение составляет сочинение при помощи союза «и» /wa/, заимствованного из арабского. Оно появляется под влиянием русского языка, в основном в письменной речи. Другая сочинительная конструкция — «или… или…» /ja… ja…/. Вместо сочинения для описания последовательности событий в речи обычно используется «сцепление клауз» (англ. clause chaining) с помощью конвербов. Такая конструкция представляет собой цепочку клауз, только последняя из которых является финитной. Возможны относительные и подчинительные предложения, использующие различные нефинитные формы глаголов. Адвербиальные клаузы (придаточные обстоятельства) используют специальные конвербы, указывающие на время, манеру, цель, причину или условие действия. Инфинитивы могут использоваться для выражения цели.

### Лексика
Основу словаря составляют исконные общедагестанские лексемы. Их особенно много среди наименований частей тела, животных и растений, явлений природы и небесных тел, предметов быта и хозяйства, а также терминов родства.
В IV—VI веках нахско-дагестанские языки активно заимствовали среднеперсидскую лексику — прежде всего слова, связанные с культурой и ремеслом. Также много заимствований из иранских языков среди союзов. Заимствования из арабского языка начали появляться после исламизации Дагестана. Арабизмы основном встречаются в областях религии, политики и общественной жизни. Присутствует также широкий пласт заимствований из тюркских языков (азербайджанского, кумыкского и, возможно, булгарского), появившихся в итоге давних контактов дагестанцев с тюркскими народами. После завоевания Дагестана Российской империей в середине XIX века и в особенности после образования СССР в нахско-дагестанских языках появилось большое число русизмов. Из-за распространённости русского языка они могут сохранять оригинальное русское написание, а в устной речи адаптироваться к фонологической системе конкретного языка. В бацбийском и цезских языках имеется некоторое количество заимствований из грузинского из-за географической близости с ареалом его распространения.
Кроме того, нахско-дагестанские языки заимствуют лексику друг у друга, преимущественно от более крупных языков к малым. Заимствования из региональных лингва франка встречаются гораздо чаще, чем заимствования между соседними языками равного статуса. В андийских и цезских языках имеется большое количество заимствований из аварского.
Базовые термины родства включают в себя отдельные слова «мать», «отец», «тётя», «дядя», «сестра», «брат», «дочь» и «сын». Иногда отдельными словами обозначаются тётя и дядя по материнской и отцовской линиям, а также старшие и младшие сиблинги. Слова «бабушка» и «дедушка» часто являются производными от наименований родителей, а наименования внуков — производными от наименований детей. В некоторых языках имеются сложные системы наименований для двоюродных и троюродных сиблингов и другие термины родства.

## Классификация
Всего в семье, по разным подсчётам, от тридцати до пятидесяти языков. В нахско-дагестанские языки входят аваро-андо-цезская, даргинская, лезгинская и нахская ветви, а также лакский, хиналугский и вымерший агванский языки. Некоторые исследователи присоединяют лакский язык к даргинским, а цезские языки выделяют в отдельную ветвь. В прошлом исследователи выделяли арчинский и удинский языки из лезгинской группы, а хиналугский причисляли к лезгинским языкам. Даргинские языки традиционно считались диалектами одного языка, несмотря на большое разнообразие между ними. Классификация этой ветви является особенно дискуссионным вопросом, так как многие идиомы в ней являются частью диалектного континуума, и деление на языки и диалекты для них затруднено. Часто семью делят на две большие группы — нахскую, в которую входит нахская ветвь, и дагестанскую, в которую входят остальные идиомы, предполагая бо́льшую генетическую близость между языками внутри каждой группы. Языки второй группы часто называют «дагестанскими». Вместе с тем, это деление подвергается критике и считается ареальным.
Лезгинская ветвь отличается наибольшим разнообразием и имеет разветвлённую внутреннюю структуру. Восточно-лезгинская подгруппа состоит из агульского, лезгинского и табасаранского, западно-лезгинская — из рутульского и цахурского, к южно-лезгинским языкам относятся будухский и крызский. Арчинский и удинский языки принадлежат лезгинской ветви, но сильно отличаются от языков этих групп и друг от друга.
В наши дни генеалогическая классификация и структура нахско-дагестанской семьи являются предметом научных дискуссий. Это связано с отсутствием чётких критериев различия между языками и диалектами, а также с недостаточным количеством исторических реконструкций праязыков для ветвей семьи. Традиционная классификация нахско-дагестанской семьи выглядит следующим образом:
- нахская ветвь
  - вайнахская группа
    - чеченский язык
    - ингушский язык

  - бацбийский язык
- аваро-андо-цезская ветвь
  - аваро-андийские языки
    - аварский язык
    - андийская группа
      - андийский язык[К 4]
      - ахвахский язык[К 5]
      - каратинский язык[К 6]
      - ботлихский и годоберинский языки
      - багвалинский и тиндинский языки
      - чамалинский язык[К 7]

  - цезская группа
    - западно-цезские языки
      - цезский язык
      - хваршинский и инхокваринский языки
      - гинухский язык

    - восточно-цезские языки
      - бежтинский язык
      - гунзибский язык
- даргинские языки[К 8]
  - северная группа
    - севернодаргинские языки и диалекты (включая даргинский литературный язык)
    - мегебский язык

  - южная группа
    - южнодаргинские языки и диалекты
    - кубачинский язык

  - кайтагский язык
  - чирагский язык
- лакский язык
- лезгинская ветвь
  - самурские языки
    - восточно-лезгинская группа
      - лезгинский язык
      - табасаранский язык
      - агульский язык

    - западно-лезгинская группа
      - рутульский язык
      - цахурский язык

    - южно-лезгинская группа
      - будухский язык
      - крызский язык

  - не-самурские языки
    - арчинский язык
    - удинский и агванский † языки
- хиналугский язык

## История изучения
Серьёзное научное изучение нахско-дагестанской семьи началось в XIX веке с трудов лингвистов Российской академии наук Антона Шифнера и Петра Услара. Они опубликовали первые материалы по грамматике большого количества языков. В начале XX века большой вклад в изучение семьи внёс лингвист Адольф Дирр, в 1904—1913 годы опубликовавший грамматики нескольких языков. После установления советской власти в Дагестане изучение нахско-дагестанских языков шло в основном в СССР. В середине XX века ими занимались такие российские учёные, как Анатолий Бокарёв, Евгений Бокарёв, Анатолий Генко и Лев Жирков, и учёные грузинской школы, такие как Того Гудава, Евгений Джейранишвили, Давид Имнайшвили, Загидат Магомедбекова, Александр Магометов, Илья Церцвадзе. В советское время лексикографические работы и словари касались в основном стандартных литературных языков.
С конца 1960-х годов нахско-дагестанскими языками занималась группа лингвистов из Московского государственного университета под руководством Александра Кибрика. Постоянным участником дагестанских экспедиций был фонетист Сандро Кодзасов, в число исследователей в разные годы входили также Нина Добрушина, Константин Казенин, Екатерина Лютикова, Джалил Самедов, Нина Сумбатова, Сергей Татевосов, Яков Тестелец и многие другие. С 1980-х нахско-дагестанскими языками занимаются и западные лингвисты, в том числе Хельма ван ден Берг, Джоханна Николс, Жиль Отье, Диана Форкер, Элис Харрис, Мартин Хаспельмат, Жорж Шарашидзе и Вольфганг Шульце. В 1990-е годы появилось большое количество словарей и лексикографических описаний, авторами которых были в том числе дагестанские учёные Маджид Халилов, Индира Абдулаева, Фаида Ганиева, Исак Исаков, Патимат Магомедова, Патимат Саидова и Рашидат Халидова. С 1995 года выходят словари из серии «Словари бесписьменных языков Дагестана».
В наши дни нахско-дагестанские языки сравнительно слабо изучены. Многие языки и диалекты находятся под угрозой вымирания и плохо задокументированы. Даже для крупных языков типа лакского или чеченского отсутствуют детальные описания, для многих языков не опубликованы словари. Только для небольшого числа языков имеется полноценный корпус текстов. Главными областями исследований, помимо продолжающейся документации, являются синтаксис, диалектная вариативность и языковые контакты.
Многие структурные свойства нахско-дагестанских языков представляют теоретические проблемы для лингвистов. К числу таких явлений относятся особенности согласования в цезском языке, существование эндоклитик в удинском языке, а также особенности согласования по классу и числу и биабсолютивные конструкции, лексическая и грамматическая семантика в разных языках.

### Комментарии
1. ↑  Разные исследователи называют этот падеж именительным (номинативом) или абсолютивным (абсолютивом).
2. ↑  Разные исследователи по-разному выстраивают классовые системы из-за нерегулярностей в склонении слов некоторых языков.
3. ↑  В даргинской ветви выделены языки, однозначно рассматриваемые как отдельные языки современными исследованиями. Остальные идиомы этой ветви помещены в севернодаргинскую и южнодаргинскую группы, деление внутри которых является предметом дискуссий среди учёных[108][109].
4. ↑  В 2022 году команда исследователей проекта «Языки России» предложила считать муни-кванхидатльский диалект андийского отдельным языком[110].
5. ↑  В 2022 году команда исследователей проекта «Языки России» предложила считать северно- и южноахвахский диалекты отдельными языками[110].
6. ↑  В 2022 году команда исследователей проекта «Языки России» предложила считать тукитинский диалект каратинского отдельным языком[110].
7. ↑  В 2022 году команда исследователей проекта «Языки России» предложила считать гигатлинский диалект чамалинского отдельным языком[110].
8. ↑  В даргинской ветви выделены языки, однозначно рассматриваемые как отдельные языки современными исследованиями. Остальные идиомы этой ветви помещены в севернодаргинскую и южнодаргинскую группы, деление внутри которых является предметом дискуссий среди учёных[111].